# Astragalus nicolai
Astragalus nicolai är en ärtväxtart som beskrevs av Antonina Georgievna Borissova. Astragalus nicolai ingår i släktet vedlar, och familjen ärtväxter. Inga underarter finns listade i Catalogue of Life.